# Zelo trdi sir
Zelo trdi sir je sir, v katerih znaša količina vode v nemaščobni snovi sira (v/ns) do 50 odstotkov, tako da ti siri po zorenju ne vsebujejo več kot 30 odstotkov absolutne vode. 
Absolutna voda torej označuje celotno količino vode v siru po zorjenju, in je lahko izražena v gramih na kilogram sira ali v odstotkih.
Zelo trdi siri zorijo 2 do 3 leta, izjemoma tudi do 5 let. V siru se šele po dolgem zorenju razvije polnost arome in čvrsta tekstura, pri nepopolnem zorenju pa sir deluje prazno, pusto. 
Pri postrežbi se ta sir lomi, reže, riba ali strga. Iz tovrstnih sirov se lahko pripravljajo tudi omake in druge kuharske osnove.

## Delitev sirov
Glede na vsebnost vode v nemaščobnem delu sira:
| zelo trdi siri | do 30 % vode       | siri tipa parmezan: (grana padano, granone lodigiano, parmigiano emiliano, parmigiano reggiano), zbrinc                                                                 |
| trdi siri      | od 35 do 45 % vode | bra, tolminc, ementalec, grojer, alpkäse, bohinjski sir, čedar, edamski sir, fontina, fiore sardo, grojer, kačkavalj, montasio, nanoški sir, pecorino, kraški ovčji sir |
| poltrdi siri   | od 40 do 50 % vode | edamec, gavda, maasdamec, tilzit, trapist, bel paese, port salut, provolone, sir za raclette, tete de moine , butterkäse                                                |
| mehki siri     | nad 50 % vode      | siri s plesnijo v testu ali na površini, siri z mažo na površini |
| sveži siri     | od 85 do 87 % vode | mocarela, skuta, cottage cheese, mascarpone |

Količina vode v nemastni snovi sira je važen podatek, po katerem se lahko opredeljuje tipologija sira. Kolikor mehkejši je sir, tem večji je odstotek vode v njem. Značilne lastnosti sira se namreč oblikujejo v nemaščobni snovi, ki je precej stalen parameter sirov.